# Moosburg (Bade-Wurtemberg)
Pour les articles homonymes, voir Moosburg.
Moosburg est une commune de Bade-Wurtemberg (Allemagne), située dans l'arrondissement de Biberach, dans la région Donau-Iller, dans le district de Tübingen.